# Нафпліон
На́фпліон або Наупліо (грец. Ναύπλιο) — місто Греції, столиця ному Арголіда, важливий порт Пелопоннесу. З 1829 по 1834 рік було першою столицею незалежної Греції. За часів венеційського панування був відомий як Наполі-ді-Романья (італ. Napoli di Romània).

## Історія
Територія міста була населена ще у прадавні часи. Археологічні розкопки довели, що місто існувало тут принаймні в добу мікенської цивілізації. Згідно з давньогрецькою міфологією, місто заснував Навплій — син Посейдона та Амімони.

### Візантія, Венеція, Османська імперія
Старе місто Нафпліону, відоміше як Акронафпліон, датується докласичними роками. Надалі візантійці, франки, венеційці, турки зводили тут свої укріплення, перебудовували фортецю.
1212 року Нафпліон був захоплений французькими хрестоносцями, 1388 року місто було продано венеційцям. У венеційські час місто називалось Наполі-де-Романья, щоб відрізнити його від Неаполя в Італії. 1540 року містом заволоділи османи, які дослівно перейменували його назву з італійської, тур. Mora Yenişehri — Нове місто Мореї. 1685 року венеційці повернули собі місто, саме вони розпочали будівництво замку Паламіді. Проте 1715 року Нафпліон знову був захоплений османами.

### Грецька революція
У Грецькій війні за незалежність Нафпліон був однією з основних османських фортець, яка близько року тримала облогу Теодороса Колокотроніса, після чого місто стало тимчасовою резиденцією грецького уряду. Зрештою 1829 року Іоанн Каподистрія надав місту статусу столиці Греції. 1831 року в Нафпліоні ситуація вкрай дестабілізувалась і 9 жовтня президент Каподистрія був убитий анархістами, маніотами, родичами повстанця Петроса Мавроміхаліса. Після створення Королівства Греція та приїзду нового грецького короля Оттона Нафпліон залишався королівською столицею до 1834 року.

### Сучасність
Туризм у Нафпліоні почав розвиватись з 1960-х років, хоча і не так жваво, як в інших районах Греції. Найбільшою популярністю місто користується серед туристів, що прибувають з країн Скандинавії, а також серед самих греків, здебільшого мешканців Пелопоннесу.

## Визначні місця
- Музей комболой
- Музей народного мистецтва визнаний Європейським музеєм року в 1981 роцію
- Паламіді
- Бурдзі
- Акронафплія

## Населення
| Рік  | Місто  | Муніципалітет |
| ---- | ------ | ------------- |
| 1981 | 10,611 | —             |
| 1991 | 11,897 | 14,740        |
| 2001 | —      | 16,885        |

## Персоналії
- Харілаос Трикупіс — грецький політик, 7 разів обирався на пост прем'єр-міністра країни у період з 1875 по 1895 роки.
- Теллос Аграс — офіцер Грецької армії, герої Боротьби за Македонію.
- Ніна Боуден — англійська письменниця, нині мешкає в Нафпліоні.
- Сотіріос Сотіропулос — прем'єр-міністр Греції в 1893 році.
- Ангелос Терзакіс — новогрецький письменник, драматург.

## Міста-побратими
- Ам'єн, Франція
- Кронштадт, Росія
- Найлз, США
- Оттобрунн, Німеччина
- Поті, Грузія
- Іпсіланті, США